# Lamy (Novo México)
Lamy é uma Região censo-designada localizada no estado americano de Novo México, no Condado de Santa Fe.

## Demografia
Segundo o censo americano de 2000, a sua população era de 137 habitantes.

## Geografia
De acordo com o United States Census Bureau tem uma área de 2,8 km², dos quais 2,8 km² cobertos por terra e 0,0 km² cobertos por água.

## Localidades na vizinhança
O diagrama seguinte representa as localidades num raio de 24 km ao redor de Lamy.